# イトスナヅル
イトスナヅル（学名: Cassytha pergracilis）は、クスノキ科スナヅル属の1種である。Cassytha glabella の名が充てられたこともあるが、現在では別種であることが明らかとなっている。つる性寄生植物であり、茎が非常に細く、無毛で赤色を帯びる。花は少数が花序軸の先端に集まってつく。沖縄の固有種であり、伊是名島、伊平屋島、渡嘉敷島、久米島のみから報告されている。オオマツバシバまたはイガクサだけに寄生することが報告されている。

## 特徴
つる性の半寄生植物であり、茎は細く、直径0.3–0.5ミリメートル (mm)、無毛、アントシアン系の色素をもち、赤色を帯びる。花は乳白色、長さ約 1 mm、2–3個がふつう長さ約1センチメートル (cm) ほどの花序軸（花梗）の先端に集まってつく。花序軸には密に毛があり、苞には半透明の毛がある。果実は広楕円形、長さ約 3.5 mm、黒く熟する。

## 分布・生態
沖縄群島の伊是名島、伊平屋島、渡嘉敷島、久米島からのみ報告されている。ただし久米島では2018年時点で個体群が確認されておらず、絶滅した可能性が高いとされる。他の島でも個体数は少ない。
リュウキュウマツ林の、日当たりの良い乾燥したやせた土地に生じ、オオマツバシバ（イネ科）またはイガクサ（カヤツリグサ科）のみを宿主とすることが報告されている。

## 保全状況評価
絶滅危惧IA類 (CR)（環境省レッドリスト）
日本の環境省では、絶滅危惧IA類に指定されている。また生育地である沖縄県では、絶滅危惧IB類に指定されている。

## 分類
イトスナヅルは、久米島で採集された標本を基に1971年にスナヅルの変種として記載され（Cassytha filiformis var. pergracilis）、その後1976年に独立種とすることが提唱された（Cassytha pergracilis）。しかしその後、イトスナヅルはオーストラリア産の Cassytha glabella と同種であるとされ、日本とオーストラリアに隔離分布している植物であるとされた。
21世紀になると詳細な形態比較と分子系統解析が行われ、イトスナヅルとオーストラリア産の Cassytha glabella は明らかに別種であることが示された。分子系統解析からは、イトスナヅルはインドからニューギニア島、オーストラリアに分布する Cassytha capillaris に比較的近縁であることが示されている。Cassytha capillaris も茎が細く無毛で数個の花が花序軸の先端に集まってつく点でイトスナヅルに類似するが、花序軸に毛が散生すること、苞に半透明の毛がないことでイトスナヅルと区別できる。以上のことから、イトスナヅルは独立した種として扱われている。